# Anthocoris bakeri
Anthocoris bakeri är en insektsart som beskrevs av Bertil Robert Poppius 1913. Anthocoris bakeri ingår i släktet Anthocoris och familjen näbbskinnbaggar. Inga underarter finns listade i Catalogue of Life.